# Scilla verna
Scilla verna – вид рослин родини Холодкові (Asparagaceae). Етимологія: лат. verna — «весняний».

## Опис
Бульби діаметром 10–15 мм, яйцеподібні. Стебла 5–15(25) см. Листків 2–7, 3–20 см × 2–5 мм, вузько лінійні, тупокінцеві. Суцвіття — щільні, 2–32-квіткові кластери. Квіти синюваті. Капсули 4–6 мм, субкулясті, тригональні. Насіння яйцеподібне, чорне.

## Поширення
Європа: Велика Британія, Фарерські острови, Франція, Ірландія, Іспанія, Португалія, Норвегія.